# Eupithecia subbreviata
Eupithecia subbreviata là một loài bướm đêm trong họ Geometridae.